# Conurbazione

La Randstad Holland è una grande conurbazione policentrica dei Paesi Bassi che comprende diciassette città.

In urbanistica, una conurbazione è un modello di sviluppo del territorio che consiste nella saldatura reciproca, pianificata o spontanea, di centri abitati in un'unica area urbana dovuta alle mutue interazioni sociali, territoriali, economiche, alla crescita della popolazione residente e all'espansione urbana. In alcuni casi lo sviluppo avviene intorno a un centro egemone attraverso l'inglobamento dei centri periferici, oppure attraverso la fusione di più centri contigui di simile importanza.
Il termine deriva dall'inglese conurbation, parola utilizzata dallo scienziato scozzese Patrick Geddes per descrivere lo sviluppo urbano della città di Londra in forma policentrica tra il XIX e il XX secolo.

## Caratteristiche
La conurbazione sarebbe dunque una forma policentrica di area urbana differente dall'agglomerazione che, invece, nasce su un forte nucleo centrale formato da una città più grande delle altre, che nella sua espansione va ad inglobare centri minori. La conurbazione, al contrario, si forma dall'espansione di diversi nuclei più o meno della stessa importanza che vanno a fondersi.
Attorno ad una conurbazione può organizzarsi un'area metropolitana.
Diventa molto complicato per le conurbazioni trovare una forma amministrativa in cui migrare. Infatti per le agglomerazioni si ha un centro ben definito e chiaro su cui è facile costruire un'area metropolitana, mentre per zone particolari come la Ruhr, ad esempio, diventa complicato individuare un centro.

## Esempi

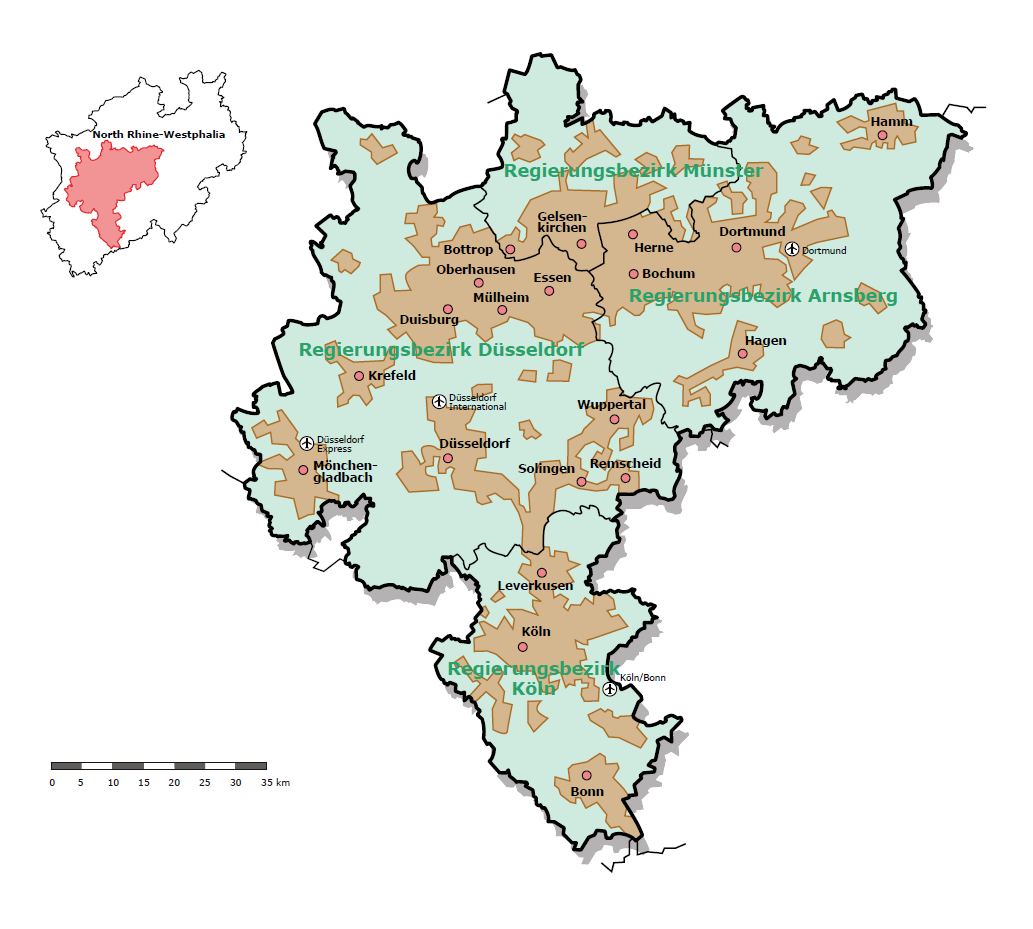
La Regione metropolitana Reno-Ruhr è la più grande conurbazione del continente europeo

### Argentina
- Grande Buenos Aires
- Grande La Plata che tra l'altro confina a nord con la Grande Buenos Aires
- Zárate / Campana

### Belgio
- Vlaamse Ruit (il "diamante fiammingo"), comprendente le città di Bruxelles, Lovanio, Gand, Malines e Anversa.

### Brasile
- Regione Metropolitana di Rio de Janeiro
- Regione Metropolitana di San Paolo

### Colombia
- Área metropolitana de Bogotà

### Francia
- L'area urbana comprendente Lilla, Roubaix, Tourcoing e Villeneuve-d'Ascq[3]

### Germania
- Regione della Ruhr

### Giappone
- Grande Area di Tokyo, la più popolata area metropolitana del mondo, con 35 676 000 abitanti nel 2007 e un'area di circa 13500 km²

### Italia
- Area metropolitana di Napoli, area urbana che comprende tutti i comuni dell'area della città metropolitana di Napoli e alcuni comuni nelle province attigue, tra cui Caserta e Salerno[4][5]
- Area metropolitana di Milano, area urbana che comprende tutti i comuni della Città metropolitana di Milano e, totalmente o parzialmente, i territori delle province di Monza e Brianza, Varese, Bergamo, Como, Lecco, Brescia, Cremona, Lodi, Pavia, Novara, Alessandria e Piacenza.[6][7][8]
- Area metropolitana di Roma, area urbana che comprende tutti i comuni della Città metropolitana di Roma e alcuni comuni delle province limitrofe.

### Paesi Bassi
- Randstad, consistente in quattro grosse città (Utrecht-Amsterdam-L'Aia-Rotterdam) e da diverse città minori e villaggi.

### Stati Uniti
- "Tri-state area" formata dalle aree metropolitane di New York, del New Jersey e del Connecticut
- Area della baia di San Francisco formata da città, paesi e villaggi che sorgono attorno alla Baia di San Francisco

### Sudafrica
- L'area urbana comprendente Johannesburg, Ekurhuleni (East Rand), e Tshwane (greater Pretoria) per un totale di 14,6 milioni di abitanti.[9]

## Casi particolari
Le cose si complicano se le conurbazioni sono trans-nazionali, in tal caso diventa molto difficile far rientrare queste aree urbane sotto il titolo di agglomerazione o di aree metropolitane perché esiste un confine a suddividere le zone.
Esempi sono:
- Conurbazione Estesa di Grasse-Cannes-Antibes-Nizza-Mentone-Monaco-Ventimiglia
- Eurometropoli Lilla-Kortrijk-Tournai
- Ginevra-Annemasse
- Gorizia (Italia)-Nova Gorica (Slovenia)